# EWA IIIc
Die Serie EWA IIIc war eine Schlepptenderlokomotivreihe der Eisenbahn Wien-Aspang (EWA). Ursprünglich als Serie TLa bezeichnet hatte sie die Achsformel Cn2t und wurde als Tenderlokomotive von der Wiener Neustädter Lokomotivfabrik 1879 erbaut. Im Jahre 1893 wurden die Maschinen dieser Reihe auf Schlepptenderlokomotiven umgebaut. Dabei konnte der Kesseldruck von 9 auf 10 bar angehoben werden. Die Tabelle gibt die Werte nach dem Umbau wieder.
Im neuen Bezeichnungsschema wurden die umgebauten Lokomotiven als Serie IIIc mit den Nummern 7–10 eingeordnet.
Sie wurden mit Tendern 3T-9,3/4,0, Dienstgewicht 28,5 t gekuppelt.
Als die BBÖ im Jahre 1937 die Eisenbahn Wien–Aspang im Pachtbetrieb übernahm, erhielten die Maschinen dieser Reihe keine BBÖ-Nummer. Die Deutsche Reichsbahn allerdings ordnete sie 1938 als 53.7301–7304 ein. Die 53.7304 kam 1945 zur ČSD und wurde als letzte ihrer Reihe 1949 ausgemustert.